# 平松站 (山西省)
平松站，位于山西省晋中市和顺县平松乡，是和邢铁路的货运站，站中心里程CK10+300。设到发线5条（含正线），预留2条（其中1条为煤炭专用线引入工程，另一条为阳煤集团专用货场工程，均位于和顺端），设50m×4m×0.5m基本站台1座，设综合维修车间1处（内设岔线4条：大机停留线1条、卸料线1条、轨道车库线1条、接触网作业车库线1条），由北京局集团管辖。